# Тивончик, Андрей
Андрей Тивончик (нем. Tivontchik; род. 13 июля 1970, Минск) — немецкий прыгун с шестом. Бронзовый призёр летних Олимпийских игр 1996 в Атланте.

## Биография
Тивончик вырос в Советском Союзе и стал гражданином Белоруссии после распада СССР. В 1993 году переехал в Германию и стал гражданином Германии. Начиная с чемпионата Европы 1994 начал выступать за Германию. Не смог принять участие в Олимпийских играх 2000 года и закончил карьеру в 2001 году.
Его личный рекорд составляет 5,95 метра, достигнутый в 1996 году.
После работы в качестве тренера национальной команды Катара, Тивончик вернулся в Германию в 2004 году, где он работает в качестве тренера в LAZ Zweibrücken в Цвайбрюккене.